# Maigret a peur
 (mars 2025).
Si vous disposez d'ouvrages ou d'articles de référence ou si vous connaissez des sites web de qualité traitant du thème abordé ici, merci de compléter l'article en donnant les références utiles à sa vérifiabilité et en les liant à la section « Notes et références ».
Maigret a peur est un roman policier de Georges Simenon publié en 1953 aux Presses de la Cité. Il fait partie de la série des Maigret.
L'écriture de ce roman s'est déroulée du 20 au 27 mars 1953 dans sa propriété de Shadow Rock Farm, Lakeville (Connecticut), États-Unis, soit à quelque  5 500 km de Fontenay-le-Comte où se déroule l'action.

## Résumé
Revenant d'un congrès de la police qui s'est tenu à Bordeaux, et où il a bu beaucoup de vin blanc doux, Maigret s'arrête à Fontenay-le-Comte pour saluer son ami, le juge Chabot qu'il a connu à Nantes étudiant en droit, alors que Maigret faisait deux années d'étude de médecine. Celui-ci lui apprend que deux meurtres ont été commis dans la ville ; l'une des victimes est Robert de Courçon, un aristocrate excentrique vivant aux crochets de son beau-frère Hubert Vernoux qui, depuis qu'il a épousé Isabelle de Courçon sa sœur, se fait appeler Vernoux de Courçon ; l'autre est la veuve Gibon, une sage-femme. Maigret est à peine arrivé qu'un vieil ivrogne, Gobillard, est assassiné à son tour. Tous les trois par un instrument contondant. Le corps a été découvert par Alain Vernoux, neveu de Robert, et médecin qui n'exerce pas, mais s'intéresse aux malades mentaux. Il justifie mal sa présence sur les lieux du crime et confie à Maigret et à Chabot que les assassinats doivent être l’œuvre d'un fou, puisque les victimes n'ont aucun lien entre elles. La population est terrorisée, organise une surveillance et accuse les Vernoux, notables de l'endroit. 
Le lendemain, l'instituteur Chalus, porte-parole de l'opinion publique excédée, apporte un témoignage accablant pour Alain Vernoux. La découverte de l'arme, un morceau de tuyau de plomb provenant de chez Robert de Courçon, constitue un second indice de la culpabilité probable d'Alain. Se fondant sur une lettre anonyme où il est question d'une certaine Louise Sabati, Maigret, qui agit à titre officieux, se rend chez elle, dans un quartier populaire déshérité ; cette jeune fille très pauvre, d'origine italienne et avec une pointe d'accent, lui avoue qu'elle est la maîtresse d'Alain, que ce dernier est très jaloux et la bat souvent : elle en porte les traces, notamment à l’œil. Peu après, à l'insu de Maigret, la police emmène Louise en prison pour la faire parler : mineure, elle est menacée d'être accusée de pratiquer la prostitution puisqu'elle vit de l'argent d'Alain Vernoux. Elle est relâchée et Alain, affolé à la perspective du scandale, la persuade de se suicider ensemble. Elle sera sauvée de justesse, mais Alain mourra. Ce suicide est pour la police une preuve de culpabilité. Néanmoins, le commissaire rend visite à Hubert Vernoux de Courçon, le père d'Alain, dont l'attitude l'intrigue. 
Maigret en est là dans son enquête personnelle, lorsqu'il est appelé d'urgence à Paris. Il reçoit quelques jours plus tard une lettre de Chabot lui apprenant le dernier développement de l'affaire. Hubert, qui a tenté de se suicider, était bel et bien l'assassin. Ce vieillard alcoolique, faux nobliau jadis riche mais maintenant désargenté − continuellement humilié par sa femme et son beau-frère, eux véritables aristocrates − avait tué ce dernier qui vivait à ses crochets depuis des années, ce qu'il ne supportait plus, et avait commis deux autres meurtres sans rapports pour détourner les soupçons. Hubert Vernoux de Courçon sera interné, son cas relevant de la psychiatrie. « Il paraît que, si loin qu'on remonte, on trouve des fous ou des excentriques dans la famille », avait dit à Maigret son ami le juge au début de l'intrigue.

## Aspects particuliers du roman
Maigret assiste en spectateur à l’enquête, mais ce sont ses réflexions et certaines de ses initiatives qui la font avancer. Les rebondissements de l’affaire sont imprévus et la fin du roman livre un coupable de prime abord insoupçonnable. Les deux clans de la ville sont nettement caractérisés : c’est en fait l’affrontement de deux classes sociales qui retient le plus l’attention. 
À un moment Maigret imagine qu'il reçoit sur la tête un coup de tuyau de plomb ou de clef anglaise asséné par le docteur suspect.  
Maigret assiste à une partie de bridge chez les Vernoux  sans y jouer, mais il en connait les règles ce qui lui permet de découvrir la psychologie des joueurs qu'il observe.  

## Quelques anglicismes
Dans ce texte écrit aux États-Unis on trouve quelques anglicismes. Par exemple Simenon écrit que l'instituteur Chalus, militant de gauche, glisse des "pamphlets" dans les boîtes aux lettres alors qu'il s'agit sans doute de "brochures de propagande politiques" ou « Un dernier verre commissaire, [...] un night cap ? ».[réf. nécessaire]

## Fiche signalétique de l'ouvrage

### Cadre spatio-temporel
Fontenay-le-Comte. Époque contemporaine

#### Temps
L’enquête dure trois jours et se déroule en avril, mais sous un très mauvais temps d'orage et de pluie : « À cinq heures de l'après-midi, le ciel était devenu d'un noir de crucifixion… »
Maigret est à trois ans de la retraite.

#### À noter
Un journaliste intervient au début se disant correspondant de L'Ouest-Éclair pour la région, mais ce quotidien a changé son titre en Ouest-France dès août 1944, or le récit se passe au début des années 1950.
Simenon résida deux ans à Fontenay-le-Comte de 1940 à 1942 et logeait au château de Terre Neuve. Ce roman nous permet d'imaginer que Simenon avait peut-être un compte à régler avec cette ville de province dont les habitants le regardaient comme étant un étranger original et riche à une époque de privations, celle de l'occupation allemande. Ne serait-ce pas là que réside la raison du portrait plutôt négatif des Fontenaisiens formant un « comité de vigilance » envers la « riche famille » et, aussi, auteurs de lettres anonymes de délation ?

## Les personnages

### Les personnages principaux
Alain Vernoux, médecin passionné de psychiatrie, qui a effectué après ses études un stage à l'Hôpital Sainte-Anne, n’exerce pas. Marié, trois enfants, 36 ans.

### Autres personnages
- Hubert Vernoux, se faisant appelé Vernoux de Courçon depuis son mariage avec Isabelle de Courçon. Père d’Alain, marié, 67 ans

- Robert de Courçon, aristocrate, beau-frère du précédent, célibataire, 73 ans, principale victime

- Chabot, juge d’instruction, ami de jeunesse de Maigret, célibataire, vivant avec sa vieille mère, proche de la soixantaine

- Louise Sabati, maîtresse d’Alain, 19/20 ans (mineure à l'époque)

- Émile Chalus, instituteur militant « anti-bourgeois »

## Éditions
- Prépublication en feuilleton dans le quotidien Le Figaro, n° 2703-2735 du 19 mai au 6 juin 1953 avec des illustrations d'Elstir.
- Édition originale : Presses de la Cité, 1953
- Tout Simenon, tome 6, Omnibus, 2002  (ISBN 978-2-258-06047-0)
- Livre de Poche n° 14245, 2003  (ISBN 978-2-253-14245-4)
- Tout Maigret, tome 6, Omnibus,  2019  (ISBN 978-2-258-15047-8)

## Adaptations
À la télévision
- Sous le titre The Fontenay Murders, téléfilm anglais, avec Rupert Davies, diffusé en 1963.
- Maigret a peur, téléfilm de Jean Kerchbron, avec Jean Richard dans le rôle de Maigret. Première diffusion le 20 mars 1976 sur Antenne 2.
- *Maigret a peur,Maigret a peur, téléfilm de Claude Goretta, avec Bruno Cremer, diffusé en 1996.

## Source
- Maurice Piron, Michel Lemoine, L'Univers de Simenon, guide des romans et nouvelles (1931-1972) de Georges Simenon, Presses de la Cité, 1983, p. 338-339  (ISBN 978-2-258-01152-6)